# Roberta Pinotti
Roberta Pinotti (ur. 20 maja 1961 w Genui) – włoska polityk, działaczka samorządowa, parlamentarzystka w obu izbach, w latach 2014–2018 minister obrony.

## Życiorys
Uzyskała wykształcenie w zakresie filologii klasycznej, pracowała jako nauczycielka w szkołach średnich. Na początku lat 90. zaangażowała się w działalność polityczną w ramach Włoskiej Partii Komunistycznej. W 1991 przystąpiła do powołanego na bazie PCI nowego ugrupowania – Demokratycznej Partii Lewicy. Wraz z PDS została w 1997 członkinią Demokratów Lewicy, a w 2007 z tym ugrupowaniem dołączyła do nowo powołanej Partii Demokratycznej. Była radną dzielnicy Sampierdarena, następnie w latach 1993–1997 pełniła funkcję asesora ds. młodzieży i polityki społecznej w administracji prowincji Genua. Następnie przez dwa lata zajmowała stanowisko asesora ds. szkolnictwa w administracji miejskiej. W latach 1999–2001 była etatową działaczką partyjną jako sekretarz struktur DS w prowincji.
Mandat poselski po raz pierwszy uzyskała w 2001 do Izby Deputowanych XIV kadencji. Utrzymała go w 2006 na XV kadencję. W 2008 i w 2013 była wybierana do Senatu XVI i XVII kadencji.
21 lutego 2014 kandydat na premiera Matteo Renzi ogłosił jej nominację na urząd ministra obrony w swoim nowo tworzonym rządzie. Utrzymała to stanowisko również w powołanym w grudniu 2016 gabinecie Paola Gentiloniego.
W wyniku wyborów w 2018 powróciła do niższej izby włoskiego parlamentu. 1 czerwca tegoż roku zakończyła pełnienie funkcji rządowej.